# Zack Monsén
Zack Monsén (4 gennaio 1997) è uno sciatore alpino svedese.

## Biografia
Attivo in gare FIS dal novembre del 2013, Monsén ha esordito in Coppa Europa il 3 dicembre 2016 a Gällivare in slalom gigante, senza completare la prova, e ai Campionati mondiali a Åre 2019, dove si è classificato 38º nella combinata. È inattivo dal marzo del 2022; non ha debuttato in Coppa del Mondo e non ha preso parte a rassegne olimpiche.

## Palmarès

### Coppa Europa
- Miglior piazzamento in classifica generale: 189º nel 2020

### Campionati svedesi
- 4 medaglie:
  - 1 oro (discesa libera nel 2020)
  - 1 argento (supergigante nel 2019)
  - 2 bronzi (supergigante nel 2018; discesa libera nel 2022)